# Ali jezik
Ali jezik (ISO 639-3: aiy), jedan od ubanških jezika uže istočne Gbaya-Manza-Ngbaka podskupine, kojim govori 35 000 ljudi (1996) u Srednjoafričkoj Republici u prefekturama Lobaye (Boda) i Ombella-M'Poko (Boali, Bimbo, Yaloke-Bossembele).
U upotrebi je i sango [sag].

## Vanjske poveznice
- Ethnologue (14th)
- Ethnologue (15th)